# 2014年希拉炸弹袭击
2014年希拉炸弹袭击是發生在2014年3月9日伊拉克南部什叶派城市希拉北部检查站的一場爆炸案。當天一名自杀式炸弹袭击者在希拉北部检查站引爆了装满炸药的小客车，车内困有平民。袭击造成小客车附近50多辆车内人员死伤。虽然无人声称对此次袭击事件负责，但一位省级官员表示此次袭击是基地组织发动的。袭击共造成45人死亡，至少157人受伤。